# كمية غذائية مرجعية

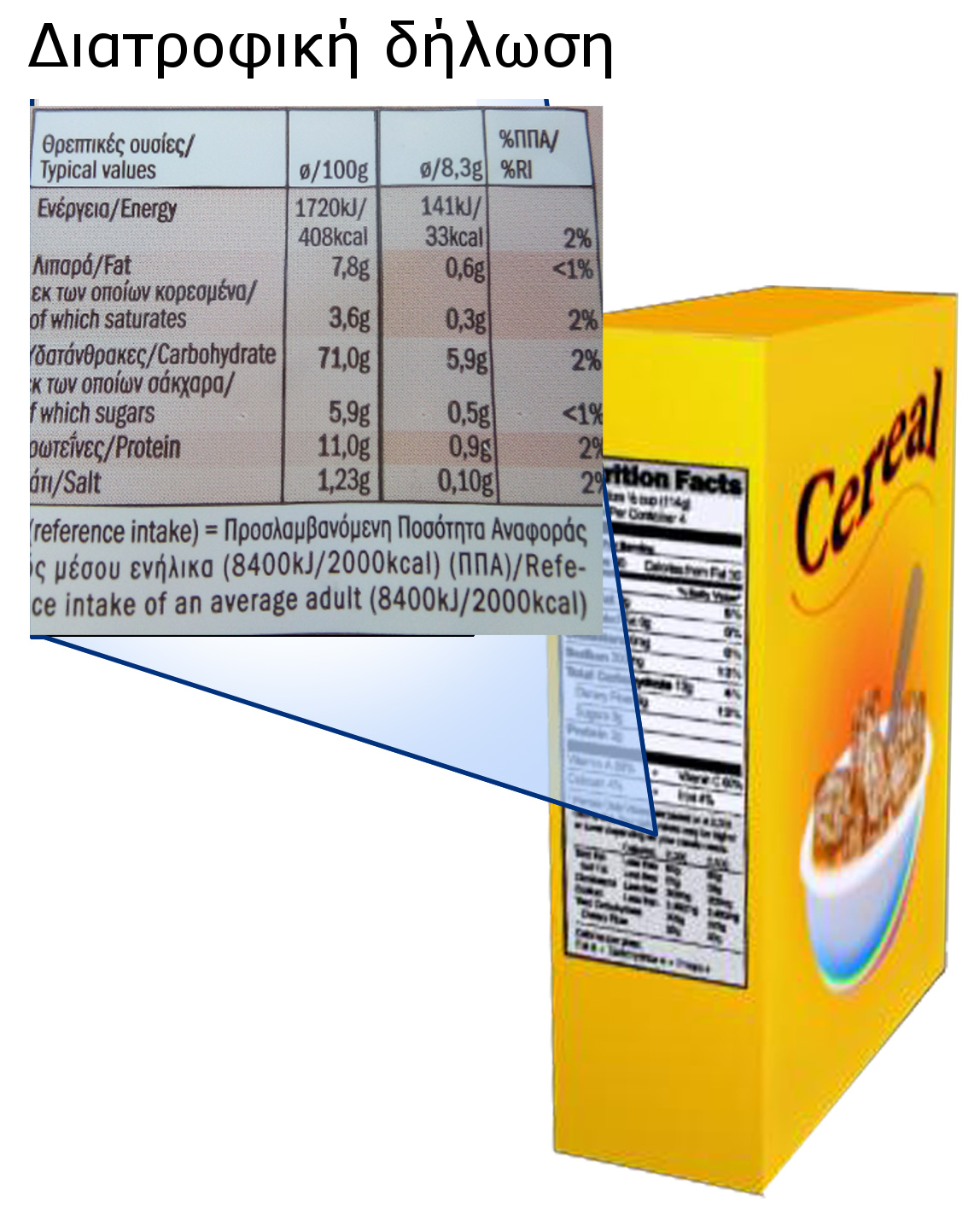

الكمية الغذائية المرجعية، يرمز لها (DRI) اختصاراً لـ (Dietary Reference Intake) هي نظام تغذية توصي به الأكاديمية الوطنية للطب في الولايات المتحدة الأمريكية، والصادر عنها سنة 1997 من أجل توسيع مفهوم الإرشادات التي سبقته، والتي كانت تسمى "الكميات الغذائية المسموحة والموصى بها" Recommended Dietary Allowances والتي كانت تختصر بالرمز RDA.
تختلف قيم DRI عن القيم الموجودة على بطاقة المادة الغذائية الموجودة على الأغذية وعلى المكملات الغذائية في الولايات المتحدة وكندا؛ إذ أنها تعتمد نظام RDI: الكمية الغذائية اليومية المرجعية (Reference Daily Intake)؛ والتي قامت الحكومة الأمريكية بتجديدها سنة 2016.

## أنواع الكمية الغذائية المرجعية DRI
تشمل الـ DRI عدة أنواع من القيم الغذائية المرجعية ولكل نوع استخدامات مختلفة:
- معدّل الحاجة التقريبي (Estimated Average Requirement (EAR: هو الكمية من الغذاء المتوقّع أن تلبي حاجات نصف عدد الأشخاص الأصحاء في مجموعة محدّدة جنساً وعمراً. تعتمد هذه القيمة على مراجعة مفصّلة للأدب العلمي.

- الكمية المُوصى بتناولها (Recommended Dietary Allowance (RDA: هو معدل التناول اليومي لمغذي ما والذي يعتبر كافياً لتأمين حاجة حوالي (97-98%) من الأشخاص الأصحاء. يمكن استخدام هذا الرقم كهدف يومي للأفراد. ويتم حسابه بالاعتماد على معدّل الحاجة التقريبي EAR.
- المدخول الكافي (Adequate Intake (AI: نقيّمه فقط عندما يتعذرتقدير معدّل الحاجة التقريبي EAR (وبالتالي الكمية المُوصى بتناولها RDA) وذلك لأن البيانات اللازمة لتعيينهما غير كافية، ويكون لمغذي ما إما RDA أو AI. ويتم تعيين قيمة المدخول الكافي AI بالاعتماد على البيانات التجريبية أو بالاعتماد على كمية تناول مجموعة من الأشخاص الأصحاء لهذا المغذي وافتراض أن هذه الكمية التي يتناولونها كافية لتعزيز الصحة.
- المستوى الأقصى المقبول (Tolerable Upper Intake Level (UL: هو اعلى مدخول يومي مستمر من مغذي ما والذي يفترض عدم تسبيبه أي أخطار أو تأثيرات سلبية على الصحة لجميع الأفراد تقريبا. وإن ازدياد المدخول فوق قيمة المدحول الكافي UL يؤدي إلى زيادة خطر حدوث تأثيرات سلبية.
- مدى توزّع المغذّيات المسموح به (Acceptable Macronutrient Distribution Range (AMDR: هو النسبة المئوية لمدى المدخول من البروتينات والدسم والسكريات الذي يكون مرتبطاً بانخفاض خطورة حدوث الأمراض المزمنة أثناء تأمين كميات كافية من المغذيات الضرورية.[3]

## اقرأ أيضاً
- الكمية الغذائية اليومية المرجعية
- بطاقة المادة الغذائية
- كميات يومية إرشادية
- الصحة والغذاء